# Елизабет фон Хесен-Касел (1596–1625)
Елизабет фон Хесен-Касел (на немски: Elisabeth von Hessen-Kassel; * 24 март 1596, Касел; † 16 декември 1625, Гюстров) е ландграфиня от Хесен-Касел и чрез женитба херцогиня на Мекленбург в Гюстров (1621 – 1625) и поетеса на немски и италиански език.

## Живот
Тя е най-възрастната дъщеря, първото дете, на ландграф Мориц фон Хесен-Касел (1572 – 1632) и първата му съпруга Агнес фон Золмс-Лаубах (1578 – 1602), дъщеря на граф Йохан Георг фон Золмс-Лаубах.  Нейната кръстница е английската кралица Елизабет I чрез неин представител.
Възпитавана е във висшето училище заедно с братята ѝ от баща ѝ. Тя знае няколко езика и пише повече от 200 стихотворения, превежда италиански произведения на немски, музицира и компонира.
Елизабет се омъжва на 26 март 1618 г. в Касел за херцог Йохан Албрехт II фон Мекленбург (1590 – 1636), от 1621 г. самостоятелен херцог на Мекленбург в Гюстров. Тя е втората му съпруга. Бракът е бездетен. Той има четири деца от първия му брак. Херцогинята създава дворцова капела в Гюстров.